# Mikroregion Iporá
Die Mikroregion Iporá ist eine von insgesamt 18 Mikroregionen des Bundesstaates Goiás im Mittelwesten von Brasilien. Sie gehört zur Mesoregion Zentral-Goiás.

## Geographische Lage
Die Mikroregion Iporá grenzt an die Mikroregionen (Mesoregionen):
- Im Norden an Rio Vermelho, (Nordwest-Goiás)
- Im Osten an Anicuns, (Zentral-Goiás)
- Im Süden an die Mesoregion Süd-Goiás
- Im Westen an Aragarças, (Nordwest-Goiás)

Die Mikroregion Iporá gehört zur Mesoregion Zentral-Goiás im brasilianischen Bundesstaat Goiás im brasilianischen Mittelwesten.

## Gemeinden
Zur Mikroregion Iporá gehören die folgenden zehn Gemeinden mit 15 Ortschaften (port.: distritos).
| Gemeinde           | Lage | Einwohner geschätzt 2009 | Ortschaften                             | Anmerkung |
| ------------------ | ---- | ------------------------ | --------------------------------------- | --------- |
| Amorinópolis       |      | 3.484                    | Amorinópolis                            |           |
| Cachoeira de Goiás |      | 1.434                    | Cachoeira de Goiás                      |           |
| Córrego do Ouro    |      | 2.632                    | Córrego do Ouro                         |           |
| Fazenda Nova       |      | 6.399                    | Bacilândia, Fazenda Nova, Serra Dourada |           |
| Iporá              |      | 32.045                   | Iporá                                   |           |
| Israelândia        |      | 2.876                    | Israelândia, Piloândia                  |           |
| Ivolândia          |      | 2.738                    | Ivolândia, Campolândia                  |           |
| Jaupaci            |      | 3.059                    | Jaupaci                                 |           |
| Moiporá            |      | 1.865                    | Moiporá, Messianópolis                  |           |
| Novo Brasil        |      | 3.377                    | Novo Brasil                             |           |